# Montefalcone di Val Fortore
Montefalcone di Val Fortore es un municipio situado en el territorio de la provincia de Benevento, en la Campania (Italia), situado a 42 kilómetros de la capital provincial. 
Se menciona por primera vez en la época normanda con el nombre de Obispo Falconis. El nombre proviene de la estirpe de Falcone que gobernó primero el feudo.

## Demografía
| Gráfica de evolución demográfica de Montefalcone di Val Fortore entre 1861 y 2001 |
|                                                                                   |
| Fuente ISTAT - elaboración gráfica de Wikipedia                                   |

## Geografía física
El país se encuentra en la frontera con la provincia de Foggia, en un territorio rico en manantiales y zonas boscosas. El nivel de la altitud mínima es de 411 m., El máximo es de 981 metros sobre el nivel del mar. Se encuentra en la vertiente oriental de un alto cerro de piedra caliza, que ofrece una visión amplia que se extiende hasta las montañas de ' Abruzzo y Basilicata. El clima es continental: las nevadas y el predominio de los vientos boreales hacen los duros inviernos y largas. La naturaleza de la tierra es salvaje, difícil de alcanzar y de difícil acceso.
El distrito está compuesto principalmente por pastos y bosques. El bosque se encuentra en la ciudad principal Toppo Pagliano-Monte, extendió así 230 hectáreas. La vegetación predominante es el de roble y encina, también es común el bosque del distrito Macchio Abbot. En el distrito Cavecchia, sin embargo, hay un extenso bosque de pinos de 90 acres. Otros bosques de pinos están también presentes en la localidad Lago Mignatta, Fontaniella, Gallizzi, Marraniero, Perrazzeta, excomulgado. Entre los animales salvajes que viven en los bosques de Montefalcone incluir: la urraca, la paloma, el cuervo, el ritmo, el jabalí, la becada, el zorro. [3]
En el ámbito municipal, en lugares Trivolicchio, nacido el río Fortore. [3]

## Historia
En la zona que rodea la ciudad se han encontrado restos de antiguos asentamientos y los hallazgos arqueológicos han revelado, en particular, restos de tumbas antiguas. Cerca del castillo también se encontró cerámica datada en el siglo IV antes de Cristo, que ahora se conserva en el museo. [4]
Montefalcone se menciona en los documentos por primera vez en la época normanda con el nombre de Obispo Falconis. El nombre proviene de la estirpe de Falcone que primero gobernó el feudo. Después de descartar el normando la ciudad experimentó una larga serie de señores feudales comenzó con Matthew lecto que siguió a la Cámara de Mausella, la de Caracciolo y, más tarde, la familia Loffredo. En 1439, durante el gobierno de Giannotto Montefalcone, el castillo fue la residencia de Alfonso de Aragón. En 1621 se convirtió en una posesión de Andrea de Martino, que murió unos años más tarde. Por lo tanto, la finca fue confiscada por la corte real que lo vendió en 1645 a Francisco Montefuscoli. A partir de este paso a De Sanctis, a continuación, volver a la corte real y luego a la Di Sangro y el Príncipe de Roccella que los tenían hasta " fin del feudalismo (1806). [5]
Era parte de la Ultra Principado hasta 1811 y de la provincia de Foggia entre 1811 y 1861. Desde 1861 es parte de la provincia de Benevento. El 22 de enero de 1863 por real decreto se añadieron las palabras "Val Fortore" al nombre de la ciudad, para distinguirla de otra homónima dispersos por toda Italia. [5]

## Monumentos y lugares de interés
El casco antiguo todavía conserva su ambiente medieval a pesar de los daños sufridos por los terremotos de 1960 y 1980. Se extiende alrededor del castillo de las cuales sólo unas pocas ruinas. El imponente castillo tenía una planta romboidal con un patio en el medio con un grande, depósito profundo, capaz de almacenar el agua de lluvia se utiliza durante algún asedios. Desde el patio se marchó dos túneles, cada una de unos 2 km de longitud, utilizadas como vías de evacuación en caso de ataque. En 1343 y en 1806 sufrió graves daños debido a dos terremotos, pero pronto fue reparado. En 1809 fue destruido porque se convierta en un refugio de bandidos. [6]
El Santuario de la Virgen del Carmen, que se inició en 1604, es un lugar de peregrinación y es objeto de especial veneración. El aspecto actual del edificio se debe a las numerosas reformas y expansión sucesivas durante el siglo XX. Digno de mención son la estatua del siglo XVIII de la Virgen y las vidrieras, factura contemporánea.
En Montefalcone hay un gran parque eólico construido en 1995-1996 dall'IVPC (Italian Wind Power Corporation).

## Museos
Un Montefalcone se puede visitar dos exposiciones permanentes municipales.
El Museo de la Vida Rural, establecido en 1982, está ubicado en las instalaciones de la escuela primaria en el distrito de San Marco. La exposición pretende ilustrar la vida cotidiana de la población rural del Fortore de los siglos pasados. Numerosas exposiciones (tres mil) se recogen en trece habitaciones, y cada habitación está dedicada a un tema específico. [9]
El Museo se creó en 2004 y desde octubre de 2008 tiene la condición de "museo de interés regional". [10] La exposición, ubicada en un edificio del centro histórico especialmente renovado, está dividida en dos secciones. La sección paleontológica conserva miles de fósiles recogidos a lo largo de los años por el prof erudito. Luigi Capasso. También hay numerosos fósiles de la cuenca Pietraroja, famoso por el descubrimiento de los dinosaurios bebé Scipionyx. En la sección arqueológica a través de paneles, hallazgos excavados y cerámicas arcaicas se cuenta la historia de Montefalcone desde la antigüedad hasta el presente. [11]